# 거진항
거진항(巨津港)은 강원특별자치도 고성군 거진리에 있는 어항이다. 1995년 12월 29일 국가어항으로 지정되었다. 관리청은 해양수산부 동해어업관리단, 시설관리자는 고성군수이다.

## 어항 연혁
구조상 동방파제와 서방파제로 둘러싸여 있어 선박의 피항지로 적합하며 1995년 연안항 해제 이후 1996년 제1종 어항(현 국가어항)으로 지정되고 2001년 어항기본시설에 대한 계획을 조정했다.

## 어항 구역
본 항의 어항구역은 다음과 같다.
- 수역: 방파제 기점의 동남단과 자산천 좌안 도수제의 동남단을 연결한 선을 따라 형성된 공유수면[2]
- 육역: 강원특별자치도 고성군 거진읍 거진리 148-59 외 45필지(상세내역은 생략)[3]

## 어항 시설
동방파제, 방사제가 축조되어 있으며, 항내에는 부잔교와 안벽, 물양장, 돌제, 호안과 선가대 등이 있다. 부잔교에는 500톤급 선박, 물양장에는 300톤급 선박이 정박할 수 있다.

## 정비 계획
- 2009년 9월 14일 본 항에 대한 어항정비계획이 고시되었다.[4] 정비계획 물량은 방파제 보강 1식, 물양장 개축 147m, 물양장 정비 1식, 준설 84천m3이다.
- 고성군과 강릉어항사무소는 토사의 항 입구 매몰방지, 폭풍 및 해일피해 방지를 위한 방파제 보강, 노후된 어업기반시설 정비 등의 사업을 총사업비 65억5000만원을 들여 2011년부터 2013년 10월까지 연차적으로 추진키로 했다. 주요 사업은 방파제 기부(기존 방파제 입구)측 80m, 간부(끝)측 100m 등 방파제 보강을 비롯해 방파제측 물양장 280m, 해경부두 70m, 수협 전면 물양장 140m 등 490m의 물양장 정비사업을 펼칠 계획이다. 또 물양장 개축 132m, 해경부두 연장 15m 등 접안시설 개축공사를 실시하고 항구 내 준설, 조경 및 부대시설 설치 공사를 추진할 예정이다.[5]

## 주요 어종
명태, 도루묵, 문어, 광어, 전복, 해삼, 멍게 등이 많이 잡힌다. 거진항에서 빼 놓을 수 없는 수산물은 명태로 매년 명태축제가 열리며, 항을 따라 펼쳐진 명태덕장은 해질 무렵 노을 비치는 바다의 풍치와 어울린다.

## 교통 정보
7번 일반국도 속초~대진 간을 운행하는 시외버스가 거진에 정차하며, 진부령을 경유하여 서울방면과 연결된다.